# Argenti Döme
Argenti Döme (Vác, 1809. szeptember 26. – Vác, 1893. október 27.) orvostudor, szaktudományi író, királyi tanácsos, a magyar hasonszenvi orvos-egylet elnöke.

## Életútja
Apja görögkeleti vallású kereskedő volt. A középiskolákat szülővárosában, a felsőbbeket Pesten végezte és 1836. március 4-én orvosi oklevelet nyert és Vácon telepedett le. Hahnemann munkáit olvasgatva a homeopátiai gyógymódot kezdte alkalmazni betegeinél és a Jelenkor c. politikai hirlap Társalkodó c. melléklapjába 1838-tól 1842-ig közlött cikkeket a homeopátiáról, mígnem nagyobb munkája is megjelent 1847-ben. Megalapítója volt Magyarországon a hasonszenvi gyógykezelésnek. 1855-ben a lipcsei és 1857-ben a bécsi homeopátia egylet választotta tagjává. 1866. január 26-án királyi tanácsos lett, szeptember 10-én pedig a Ferenc József-rendet kapta. Páciensei közé tartozott Madách Imre és Tompa Mihály is. Nem csak munkás író, hanem buzgó irodalombarát is volt.
Több czikke jelent még meg a Gyógyszerészeti Hetilapban (1862.), Hasonszenvi Közlönyben (1865.), Hasonszenvi Lapokban (1866-73.), melyet 1868-tól 1870. augusztus 13-ig szerkesztett és a Homoeopatische Zeitungban.

## Művei
- Dissertatio medicopractica de cephalalgia. Pestini, 1836.
- Különféle betegségek hasonszenvi (homoeopathiai) gyógyítása. Pest. 1847. (2. bőv. kiadása U. ott, 1855. 3. bőv. kiad. Hahnemann életrajzával. U. ott, 1858. (Ez megjelent németűl is dr Schleicher által fordítva. U. ott, 1860. Szerző arcképével.) 4. bővített kiadás. U. ott, 1862. 5. bőv. kiad. két kötetben: Hasonszenvi gyógymód és gyógyszertan címmel, U. ott. 1865. 6. bőv. kiadás 2 köt. U. ott, 1868. Német fordításban, Pozsonyban, 1876. 7. ujra átdolg. kiadás. Bpest, 1877.
- Hasonszenvi utitárs rögtön támadt betegségek elhárítására. Pest, 1863.